# Combinata nordica ai XXIV Giochi olimpici invernali
Le gare di combinata nordica ai XXIV Giochi olimpici invernali di Pechino in Cina si sono svolte dal 9 al 17 febbraio 2022 presso il National Ski Jumping Centre e il National Cross-Country Centre, nella città-prefettura di Zhangjiakou. Sono state disputate tre competizioni maschili alle quali hanno partecipato 55 atleti.

## Calendario
| Combinata nordica ai XXIV Giochi olimpici invernali | Combinata nordica ai XXIV Giochi olimpici invernali | Combinata nordica ai XXIV Giochi olimpici invernali | Combinata nordica ai XXIV Giochi olimpici invernali | Combinata nordica ai XXIV Giochi olimpici invernali | Combinata nordica ai XXIV Giochi olimpici invernali | Combinata nordica ai XXIV Giochi olimpici invernali | Combinata nordica ai XXIV Giochi olimpici invernali | Combinata nordica ai XXIV Giochi olimpici invernali | Combinata nordica ai XXIV Giochi olimpici invernali | Combinata nordica ai XXIV Giochi olimpici invernali |
| Febbraio 2022                                       | 9                                                   | 10                                                  | 11                                                  | 12                                                  | 13                                                  | 14                                                  | 15                                                  | 16                                                  | 17                                                  | Totale                                              |
| --------------------------------------------------- | --------------------------------------------------- | --------------------------------------------------- | --------------------------------------------------- | --------------------------------------------------- | --------------------------------------------------- | --------------------------------------------------- | --------------------------------------------------- | --------------------------------------------------- | --------------------------------------------------- | --------------------------------------------------- |
| Uomini                                              | Trampolino normale                                  |                                                     |                                                     |                                                     |                                                     |                                                     | Trampolino lungo                                    |                                                     | Gara a squadre                                      | 3                                                   |
| Totale                                              | 1                                                   |                                                     |                                                     |                                                     |                                                     |                                                     | 1                                                   |                                                     | 1                                                   | 3                                                   |

## Podi

### Uomini
| Evento                        | Oro                                                                       | Tempo   | Argento                                                         | Tempo   | Bronzo                                                            | Tempo   |
| Trampolino normale (dettagli) | Vinzenz Geiger                                                            | 25'07"7 | Jørgen Graabak                                                  | 25'08"5 | Lukas Greiderer                                                   | 25'14"3 |
| Trampolino lungo (dettagli)   | Jørgen Graabak                                                            | 27'13"3 | Jens Lurås Oftebro                                              | 27'13"7 | Akito Watabe                                                      | 27'13"9 |
| Gara a squadre (dettagli)     | Norvegia Espen Bjørnstad Espen Andersen Jens Lurås Oftebro Jørgen Graabak | 50'45"1 | Germania Manuel Faißt Julian Schmid Eric Frenzel Vinzenz Geiger | 51'40"0 | Giappone Yoshito Watabe Hideaki Nagai Akito Watabe Ryōta Yamamoto | 51'40"3 |

## Medagliere
| Pos.   | Paese    | Oro | Argento | Bronzo | Totale |
| ------ | -------- | --- | ------- | ------ | ------ |
| 1      | Norvegia | 2   | 2       | 0      | 4      |
| 2      | Germania | 1   | 1       | 0      | 2      |
| 3      | Giappone | 0   | 0       | 2      | 2      |
| 4      | Austria  | 0   | 0       | 1      | 1      |
| Totale | Totale   | 3   | 3       | 3      | 6      |